# Marie de Champagne

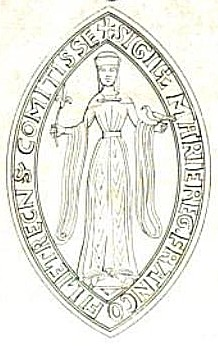
Siegel der Marie de Champagne

Marie de Champagne (deutsch: Marie von Champagne; * 1145; † 11. März 1198), auch Marie de France genannt, war eine französische Prinzessin aus der Dynastie der Kapetinger und durch ihre Ehe eine Gräfin von Champagne. 
Sie ist nicht zu verwechseln mit der gleichnamigen anglonormannischen Dichterin Marie de France.

## Leben
Sie war das älteste Kind König Ludwigs VII. von Frankreich († 1180) und dessen erster Ehefrau Eleonore von Aquitanien († 1204). Sie war damit unter anderem die Halbschwester der Könige Philipp II. August († 1223), Richard I. Löwenherz († 1199) und Johann Ohneland († 1216).
Marie wurde im Jahr 1164 mit dem Grafen Heinrich I. von Champagne († 1181) verheiratet. Ihre jüngere Schwester Alix heiratete im selben Jahr den Bruder ihres Mannes Theobald V. von Blois. Die Schwester der beiden Männer, Adele von Champagne, war bereits seit 1160 die dritte Ehefrau von Maries Vater und damit ihre Stiefmutter.
Aus ihrer Ehe mit Heinrich hatte Marie vier Kinder:
- Heinrich II. (* 29. Juli 1166; † 10. September 1197 in Akkon), Graf von Champagne und König von Jerusalem (uxor nomine) 
  - ⚭ am 5. Mai 1192 Königin Isabella I. von Jerusalem († um 1205)
- Marie (* um 1174, † 9. August 1204 in Palästina) 
  - ⚭ am 6. Januar 1186 Balduin IX. († 1205), Graf von Flandern und Hennegau, Kaiser von Konstantinopel
- Theobald III. (* 13. Mai 1179; † 24. Mai 1201), Graf von Champagne 
  - ⚭ 1195 Blanka von Navarra († 1229), Tochter des Königs Sancho VI. von Navarra
- Scholastika († 1219) 
  - ⚭ Graf Wilhelm V. von Macon und Vienne († 1224)

Eine zweite Ehe mit dem Grafen Philipp I. von Flandern, der um ihre Hand anhielt, kam aus unbekannten Gründen nicht zustande. 
Marie übernahm insgesamt zwei Mal die Regentschaft über die Grafschaft Champagne. Zunächst während der Abwesenheit ihres Mannes im heiligen Land und der Unmündigkeit ihres ältesten Sohnes von 1179 bis 1187 sowie der Abwesenheit ihres Erstgeborenen und der Unmündigkeit ihres jüngsten Sohnes von 1190 bis zu ihrem Tod 1198. Damit war Marie eine der einflussreichsten Fürstinnen ihrer Zeit. Ihrem anglo-angevinischen Halbbruder Richard Löwenherz näher zugetan, wahrte sie zu dessen Gunsten die Neutralität der Champagne während der Auseinandersetzungen mit ihrem französischen Halbbruder Philipp August. Ihr Grab befindet sich in der Kathedrale Saint-Étienne in Meaux.
Heute ist Marie vor allem bekannt wegen ihrer Rolle für die nordfranzösische Literaturgeschichte. Sie war wie ihre Mutter eine Literaturmäzenin und förderte die an ihrem Gräflichen Hof in Troyes unter anderem den großen Epiker und Trouvère Chrétien de Troyes.

## Weblink
- mittelalter-genealogie.de: Marie von Frankreich. Archiviert vom Original am 16. März 2007; abgerufen am 1. Juni 2012.

| Personendaten    | Personendaten          |
| ---------------- | ---------------------- |
| NAME             | Marie de Champagne     |
| ALTERNATIVNAMEN  | Marie von Champagne    |
| KURZBESCHREIBUNG | Regentin der Champagne |
| GEBURTSDATUM     | 1145                   |
| STERBEDATUM      | 11. März 1198          |